# Belá-Dulice
Belá-Dulice este o comună slovacă, aflată în districtul Martin din regiunea Žilina, pe malul râului Beliansky potok⁠(d). Localitatea se află la altitudinea de 512 m deasupra n.m., se întinde pe o suprafață de 51,172 km2 și în 2017 număra 1.266 de locuitori. Se învecinează cu comuna Necpaly.

## Istoric
Localitatea Belá-Dulice este atestată documentar din 1282.

## Demografie
| An:                | 1994 | 2004   | 2014   | 2024   |
| ------------------ | ---- | ------ | ------ | ------ |
| Număr de persoane: | 1223 | 1228   | 1264   | 1232   |
| Diferență:         |      | +0,40% | +2,93% | −2,53% |

| An:                | 2023 | 2024   |
| ------------------ | ---- | ------ |
| Număr de persoane: | 1245 | 1232   |
| Diferență:         |      | −1,04% |